# Valdelarco
Valdelarco – gmina w Hiszpanii, w prowincji Huelva, w Andaluzji, o powierzchni 14,87 km². W 2011 roku gmina liczyła 234 mieszkańców.